# Kuratorium für Forschung im Küsteningenieurwesen
 Das Kuratorium für Forschung im Küsteningenieurwesen (Forschung im deutschen Küstenbereich) Das KFKI ist organisatorisch ein Zusammenschluss der auf dem Gebiet des Küsteningenieurwesens tätigen Ministerien des Bundes und der Bundesländer. Die Geschäftsstelle des KFKI hat ihren Sitz in der Bundesanstalt für Wasserbau (BAW) am Standort Hamburg.

## Aufgabe
Die behördlichen Aufgaben des Bundes und der Bundesländer im Bereich des Küsten- und Hochwasserschutzes sowie des Ausbaus und der Unterhaltung von Seeschifffahrtsstraßen und Seehäfen sind auf Basis fundierter ingenieur- und naturwissenschaftlicher Erkenntnisse zu erledigen. Aufgabe des KFKI ist es, die dazu notwendige Forschung zu koordinieren. Das KFKI schreibt daher in regelmäßigen Abständen im Forschungsrahmen den Bedarf an Forschung fest. Das Bundesministerium für Bildung und Forschung (BMBF) stellt Mittel zur Verfügung, mit denen gezielt Aspekte dieses Forschungsbedarfes gefördert werden können. Damit unterscheidet sich die KFKI-Forschung von der reinen Grundlagenforschung, baut aber auf dieser auf und gibt Impulse für deren thematische Ausrichtung. Gleichzeitig werden durch die KFKI-Forschung Grundlagen für andere Forschungszweige, etwa im Bereich des Natur- und Umweltschutzes, sowie des integrierten Managements des Küstenraumes, gelegt.

## Organisation
Grundlage für den Zusammenschluss ist das Verwaltungsabkommen aus dem Jahre 1973. Mitglieder im KFKI sind die Bundesministerien für Digitales und Verkehr (BMDV), Ernährung und Landwirtschaft (BMEL) und Bildung und Forschung (BMBF), sowie die Küstenländer Mecklenburg-Vorpommern, Schleswig-Holstein, Niedersachsen, Bremen und Hamburg. Der Vorsitz im KFKI wechselt alle zwei Jahre. Das KFKI bestellt eine Person als Forschungsleitung, die die KFKI-Forschung schwerpunktmäßig koordiniert. Die Geschäftsstelle mit ihrem Sitz bei der Bundesanstalt für Wasserbau am Standort Hamburg wickelt den Geschäftsbetrieb ab und unterstützt das KFKI sowie die Forschungsleitung in ihren Aufgaben.

## Publikationen
Das KFKI ist Herausgeber der seit 1952 erscheinenden Journals Die Küste. Mehrmals im Jahr informiert zudem der Newsletter KFKI aktuell über neue Artikel in Die Küste, Forschungsförderung, sowie über Veranstaltungen und Neuigkeiten im Kuratorium. Die Fachbibliothek des Kuratoriums mit über 20.000 Mediendateien findet sich unter dem Dach des Infozentrums Wasserbau (IZW) der Bundesanstalt für Wasserbau (BAW).